# Société d'exploitation du matériel aérien français
La Société d'exploitation du matériel aérien français (SEMAF) était une compagnie aérienne française à l'existence éphémère, créée en mars 1949 et disparue en 1953.